# Paratamboicus bicornutus
Paratamboicus bicornutus is een hooiwagen uit de familie Sclerosomatidae.